# بورشچیف
شهر بورشچیف (اوکراینی: Борщів, روسی: Борщёв, (به لهستانی: Borszczów)) در استان ترنوپیل در کشور اوکراین واقع شده‌است. جمعیت این شهر ۱۱٬۳۸۲ نفر است.